# Giuseppe Morandi
Giuseppe Morandi (Castiglione delle Stiviere, 10 febbraio 1894 – Brescia, 31 ottobre 1977) è stato un pilota automobilistico italiano.

## Biografia
È stato un pilota di buon livello nel primo dopoguerra, fra le sue vittorie il Circuito del Mugello (1924), la prima edizione della Mille Miglia (1927), in coppia con Ferdinando "Nando" Minoia (o Minoja), il “Circuito di Avellino”, il "Circuito di Messina", la "Corsa della Sila" e "Il Circuito delle Tre Province" (tutti nel 1929), e due volte il Giro di Sicilia (1930 e 1931) sempre in coppia con Archimede Rosa.
La sua specialità erano le corse di durata per le sue caratteristiche di pilota rispettoso della meccanica e di grande resistenza fisica (la prima Mille Miglia durò oltre ventuno ore...) ma anche nelle gare di velocità sapeva farsi rispettare, fu infatti secondo al Gran Premio d'Italia del '27, a Monza, preceduto solo dal pilota della Delage, Robert Benoist, specialista delle gare su circuito.
Giuseppe Morandi fu fedele all'O.M. per tutta la vita non solo nella sua carriera di pilota durante la quale gareggiò in tutta l'Europa cogliendo quarantasette successi.
All'O.M. era entrato a quattordici anni e vi rimase, senza soluzione di continuità per i successivi cinquantadue durante i quali arrivò a ricoprire importanti ruoli direttivi e ad essere insignito del titolo di Cavaliere del Lavoro.